# Simpang Sungai Duren
Simpang Sungai Duren is een bestuurslaag in het regentschap Muaro Jambi van de provincie Jambi, Indonesië. Simpang Sungai Duren telt 3102 inwoners (volkstelling 2010).